# Ostwind
Flakpanzer IV Ostwind – (niem. Wschodni wiatr) niemieckie samobieżne działo przeciwlotnicze z okresu II wojny światowej zbudowane na podwoziu czołgu PzKpfw IV. Produkowane od 1944 jako następca działa Wirbelwind w zakładach Deutsche-Eisenwerke w Duisburgu.

## Historia
W połowie 1944 roku starano się zamontować preferowaną przez niemiecką armię broń przeciwlotniczą, 3,7 cm FlaK 43 L/57, w opancerzonej ze wszystkich stron obrotowej wieży, podobnej do tej zainstalowanej na Wirbelwindzie. Żołnierze z Ostbau Sagan (wojskowych zakładach w Żaganiu) zmontowali prototypowy pojazd, używając standardowego podwozia czołgu Pz.Kpfw. IV. Pojazd prototypowy miał otwartą, sześciokątną, wykonaną z miękkiej stali wieżę, w odróżnieniu od wieży Wirbelwinda, która była wykonana z płyt pancernych. Użycie zamkniętej wieżyczki okazało się niemożliwe ze względu na dużą ilość dymu wytwarzanego przez działo. Zanim uruchomiono produkcję seryjną  dokonano kilku zmian. Najważniejszą z nich była wymiana pierścienia z wieży czołgu Panzer IV na pierścień z wieży czołgu Tiger I, który miał większą średnicę. Oznaczało to, że nowy pierścień wieży będzie bardziej wysunięty niż oryginalny. W konsekwencji należało przesunąć włazy kierowcy i radiooperatora. W związku z tą dużą zmianą konstrukcyjną konieczne stało się zbudowanie nowego podwozia do tego pojazdu. Podwozia zamówiono w zakładach Krupp-Grusonwerk. Pod względem mechanicznym można je porównać z podwoziem czołgu Panzerkampfwagen IV Ausf.J. Wieża została wykonana przez fabrykę Deutsche Röhrenwerke. Największym ulepszeniem w stosunku do działa Wirbelwind był większy zasięg, ale także lepsze opancerzenie i dodatkowy karabin MG 34.
Z 80 Ostwindów zamówionych we wrześniu 1944 roku i zaplanowanych do montażu w zakładach Deutsche Eisenwerke, ukończono tylko sześć.